# لاندولف شيرتسر
لاندولف شيرتسر (بالإنجليزية: Landolf Scherzer)‏ (ولد في دريسدن في أبريل 1941) هو أديب وناشر ألماني، اتخذ في أعماله موقفا نقديا من النظام السياسي في ألمانيا الشرقية، وتعرضت كتاباته للتضييق في النشر أولا، ثم للمنع بعد ذلك.

## حياته
درس شيرتسر علوم الصحافة في لايبزغ من عام 1962 إلى عام 1965. وقد أدت تقاريره الصحفية النقدية التي كان ينشرها في صحيفة NBI الأسبوعية، إلى فصله من الدراسة.
وعمل صحفيا في صحيفة Freies Wort (الكلمة الحرة) في مدينة زول Suhl حتى عام 1975. وهو يرأس منذ عام 1994 اتحاد كتاب تورينجن.
ويعد كتابه "Fänger und Gefangene" (صيادون ومسجونون)، الذي وصف فيه الحياة والعمل على سفينة حكومية لصيد السمك، وبين كذلك كذلك الأحوال السيئة في الإنتاج السمكي وعدم صلاحية النظام الاقتصادي المتبع في ألمانيا الشرقية.
ونجد الحس النقدي في كتابه التقريري "Das Erste" (الأول)، الذي يصف فيه طريقة حياة سكرتير الدائرة المحلية Hans-Dieter Fritzler الذي أطلق عليه اختصارا "HDF"، وهو شخصية حقيقة كانت بينه وبين شيرتسر صداقة استمرت لمدة طويلة. وقد وصفت في هذا الكتاب لأول مرة البنية الداخلية لجهاز لحزب SED الحاكم في ألمانيا الشرقية.

## أعماله
1. صيادون ومسجونون 1983
2. معسكر ماتوندو 1986
3. الأول 1988
4. بحثا عن الأمل على شواطئ الفولجا 1991